# Liga Austríaca de Basquetebol (segunda divisão)
A segunda divisão da Liga Austríaca de Basquetebol (em alemão:  Zweite Basketball Bundesliga) é a competição de escalão intermediário entre clubes profissionais de basquetebol masculino da Áustria. É disputada desde 2008 e tem no Matterburg Rocks seu maior campeão com 3 títulos.

## Clubes
| Clube                     | Localização  |
| ------------------------- | ------------ |
| Basket Flames             | Viena        |
| BBU Salzburg              | Salzburgo    |
| KK KOŠ Celovec            | Klagenfurt   |
| Mattersburg Rocks         | Mattersburg  |
| Mistelbach Mustangs       | Mistelbach   |
| Raiders Villach           | Villach      |
| Raiffeisen Dornbirn Lions | Dornbirn     |
| Jennersdorf Blackbirds    | Jennersdorf  |
| UBC St. Pölten            | Sankt Pölten |
| Wörthersee Piraten        | Klagenfurt   |
| Vienna Warriors           | Viena        |

## Finais
| Temporada | Vencedor                                    | Placar                                      | Finalista                                   |
| --------- | ------------------------------------------- | ------------------------------------------- | ------------------------------------------- |
| 2008      | LZ Niederösterreich Süd                     | 80-74                                       | Silverminers Schwaz                         |
| 2009      | KOŠ Celovec                                 | 91-85                                       | LZ Niederösterreich Süd                     |
| 2010      | DC Timberwolves                             | 78-50                                       | UKJ Mistelbach                              |
| 2011      | Dornbirn Lions                              | 92-64                                       | Silverminers Schwaz                         |
| 2012      | Mattersburg Rocks                           | 2-1                                         | UKJ Mistelbach                              |
| 2013      | Mattersburg Rocks                           | 2-0                                         | Basket Flames                               |
| 2014      | Mattersburg Rocks                           | 2-0                                         | DC Timberwolves                             |
| 2015      | DC Timberwolves                             | 2-0                                         | UBC St. Pölten                              |
| 2016      | UBC St. Pölten                              | 2-0                                         | Mattersburg Rocks                           |
| 2017      | Raiders Villach                             | 3-2                                         | UBC St. Pölten                              |
| 2018      | DC Timberwolves                             | 2 - 1                                       | Jennersdorf Blackbirds                      |
| 2019      | Jennersdorf Blackbirds                      | 2-0                                         | UBC St. Pölten                              |
| 2020      | Playoffs cancelados por motivos do COVID 19 | Playoffs cancelados por motivos do COVID 19 | Playoffs cancelados por motivos do COVID 19 |
| 2021      | Jennersdorf Blackbirds                      | 2 - 1                                       | Panthers Fürstenfeld                        |
| 2022      | Panthers Fürstenfeld                        | 2 - 1                                       | Jennersdorf Blackbirds                      |
| 2023      | Jennersdorf Blackbirds                      | 2-0                                         | Mistelbach Mustangs                         |
| 2024      | Mistelbach Mustangs                         | 2 - 1                                       | UDW Alligators                              |
| 2025      | Wörthersee Piraten                          | 2 - 1                                       | Mistelbach Mustangs                         |

## Artigos Relacionados
- Liga Austríaca de Basquetebol
- Seleção Austríaca de Basquetebol

## Ligações Externas
- Sítio Oficial da Liga
- Página da Liga no eurobasket.com